# Esteroide anabòlic
Els esteroides anabòlics, oficialment coneguts com a esteroides anabolitzants androgènics (EAA), són fàrmacs que mimetitzen els efectes de les hormones sexuals masculines: la testosterona i la dihidrotestosterona. Aquests productes incrementen la síntesi proteica de les cèl·lules, estimulant així el creixement del teixit cel·lular (anabolisme), especialment important en els músculs. Els esteroides anabolitzants també presenten propietats androgèniques i masculinitzants relacionades amb el desenvolupament i el manteniment de les característiques sexuals masculines, com ara el creixement de les cordes vocals i del pèl corporal.
La paraula anabolitzant prové del grec ἀναβολή anabole (que és construït de nou o apilat) i la paraula androgen, que prové del grec ἀνδρός andros (de l'home) i de γενής genes (néixer, sorgir).
Els esteroides anabolitzants van ésser aïllats, identificats i sintetitzats per primer cop durant els anys 30. Actualment són utilitzats terapèuticament en medicina per estimular el creixement dels ossos i l'apetit, per estimular la pubertat masculina, i en el tractament de la caquèxia produïda per malalties com el càncer o la SIDA. El Col·legi Americà de Medicina Esportiva reconeix que els EAA, juntament amb una dieta adequada, poden contribuir a l'increment del pes corporal, sovint en forma de guany muscular. També ha reconegut que l'augment de la força muscular deguda a una intensa activitat física i a una dieta adequada pot veure's incrementada addicionalment mitjançant l'ús d'EAA.
L'ús d'esteroides anabolitzants en llargs períodes o l'administració de dosis excessives pot produir alguns riscos per a la salut. Aquests riscs inclouen canvis perjudicials dels nivells de colesterol (increment de les lipoproteïnes de baixa densitat LDL i disminució de les lipoproteïnes d'alta densitat HDL), acne, una elevada pressió sanguínia, danys al fetge (principalment deguts a la ingesta d'esteroides orals) i canvis perillosos en l'estructura del ventricle esquerre del cor.
Els usos ergògens (destinats a augmentar el rendiment físic) dels esteroides anabolitzants a l'esport i al culturisme són controvertits tant pels seus efectes adversos en l'organisme com pel potencial d'obtenir un avantatge il·lícit respecte a l'adversari convencionalment anomenat trampa. El seu ús és anomenat "dòping" i és motiu de sanció per part dels òrgans esportius superiors. I malgrat això, durant molt de temps, els EAA han estat les substàncies de dopatge més detectades als laboratoris acreditats del Comitè Olímpic Internacional. Els EAA són substàncies d'obtenció controlada en la majoria de països, però sovint existeix un mercat negre en el qual els usuaris poden obtenir-ne en forma de productes de contraban, sempre que s'accepti el risc de comprar un producte fals.

## Història

### Aïllament dels EAA gonadals

Estructura química de l'hormona anabòlica testosterona natural, 17β-hidroxi-4-adrosten-3-ona

La utilització dels esteroides gonadals és molt anterior a la seva identificació i aïllament. L'ús mèdic de l'extracte de testicle va començar ben entrat el segle xix, mentre els seus efectes en relació amb la força física encara estaven essent estudiats. L'aïllament d'esteroides gonadals s'inicià l'any 1931 quan Adolf Butenandt, un químic de Marburg, va purificar 15 mil·ligrams de l'hormona masculina androsterona a partir de desenes de milers de litres d'orina. Aquest esteroide fou subsegüentment sintetitzat l'any 1934 per Leopold Ruzicka, un químic de Zurich.
El 1930 ja se sabia que els testicles contenien un androgen més potent que l'androsterona, i tres grups de científics, finançats per companyies farmacèutiques competidores als Països Baixos, a l'Alemanya nazi i a Suïssa, van començar una cursa per ser els primers a aïllar aquesta poderosa hormona. Finalment, l'hormona en qüestió va ser identificada per Karoly Gyula David, E.Dingemanse, J.Freud i Ernst Laqueur el maig de 1935, i es donà a conèixer en l'article "On Crystalline Male Hormone from Testicles" (sobre l'hormona cristal·lina masculina dels testicles). L'hormona en qüestió fou anomenada testosterona, dels termes testicle i esterol, i el sufix cetona. La síntesi química de la testosterona es va aconseguir l'agost d'aquell mateix any per un segon grup d'investigadors: Butenandt i G.Hanisch publicaren un article descrivint "A Method for Preparing Testosterone from Cholesterol" (un mètode per preparar testosterona a partir del colesterol). Només una setmana després, un tercer grup de científics, Ruzicka i A.Wettstein, van anunciar la patent de producció de testosterona en l'article "On the Artificial Preparation of the Testicular Hormone Testosterone (Androsten-3-one-17-ol)" (sobre la producció artificial de l'hormona testicular testosterona. L'any 1939 van oferir el Premi Nobel de Química a Ruzicka i Butenandt pels seus respectius descobriments, però el govern de Hitler va forçar Butenandt a refusar aquest honor. Butenand va acabar acceptant finalment el Nobel després de la Segona Guerra Mundial.
A principis de 1937 es realitzaren els primers assajos clínics amb humans basats en l'administració de dosis orals de metiltestosterona o injeccions de propionat de testosterona. El propionat de testosterona és citat en una carta destinada a l'editor de la revista Strenght and Health el 1938; aquesta és la primera referència coneguda d'un esteroide anabolitzant en les revistes de culturisme o d'halterofília dels Estats Units d'Amèrica. Sovint també aparegueren rumors insinuant l'administració d'esteroides anabolitzants a soldats alemanys durant el transcurs de la Segona Guerra Mundial amb l'objectiu d'incrementar el seu nivell d'agressivitat i resistència, però fins avui no han estat confirmats. El mateix Adolf Hitler, segons els seus metges, es va injectar derivats de la testosterona per tractar diverses malalties. Els EAA van ser utilitzats en experiments de conducta pel nazisme als camps de concentració i, posteriorment, per les forces aliades en un intent de tractar les víctimes desnodrides que sobrevisqueren als camps de concentració.

### Desenvolupament dels EAA sintètics

Estructura química de l'esteroide sintètic Metandrostenolona (Dianabol). 17 α-metilè (marge superior dret), que millora la biodisponibilitat per via oral.

Les propietats de la testosterona pel que fa al desenvolupament muscular foren un dels objectius dels anys 40 a la Unió Soviètica i als països del bloc oriental com l'Alemanya de l'est, on els programes amb esteroides eren utilitzats per millorar el rendiment dels seus representants als Jocs Olímpics i a altres competicions de caràcter amateur d'aixecament de pesos. Arran de l'èxit dels esportistes russos en la modalitat d'aixecament de pesos, el metge de l'equip olímpic americà, el doctor John Ziegler, va començar a treballar amb químics sintètics per desenvolupar un esteroide anabòlic amb menors efectes androgènics. El treball de Ziegler va significar el sorgiment de la metandrostenolona, comercialitzada per la farmacèutica Ciba amb el nom de Dianabol. L'ús d'aquest nou esteroide va ser aprovat als Estats Units d'Amèrica per l'Administració de Menjar i Fàrmacs (FDA) l'any 1958. Aquest nou fàrmac també fou comunament administrat en víctimes de cremades i en ancians. Els usuaris de Dianabol sense prescripció mèdica foren majoritàriament culturistes i practicants d'halterofília. Malgrat que el doctor Ziegler tan sols prescrivia petites dosis del fàrmac als esportistes, aviat s'adonà que els qui abusaven del Dianabol patien d'engradiment de pròstata i d'atròfia de testicles. Els EAA varen ser catalogats com a substàncies prohibides pel Comitè Olímpic Internacional l'any 1976, i una dècada després, el comitè va introduir tests de dopatge fora de les competició perquè molts esportistes utilitzaven les substàncies durant el període d'entrenament i no durant la competició.

Tres idees principals determinaren la modificació i diversificació de la testosterona en una gran varietat dels EAA:
- L'alcalinització a la posició 17-alfa amb un grup metil o etil per tal de crear compostos actius de subministració oral que són degradats més lentament pel fetge.
- L'esterificació de la testosterona i nortestosterona en la posició 17-beta, que permet una administració de la substància per via parenteral i d'aquesta manera s'incrementa la duració de l'efectivitat, ja que els agents solubles en líquids apolars poden restar a l'organisme diversos mesos.
- Les alteracions de l'estructura de l'anell de testosterona tant en agents orals com parenterals per aconseguir diferents relacions entre els efectes androgènics i els efectes anabòlics.

## Farmacologia

### Vies d'administració

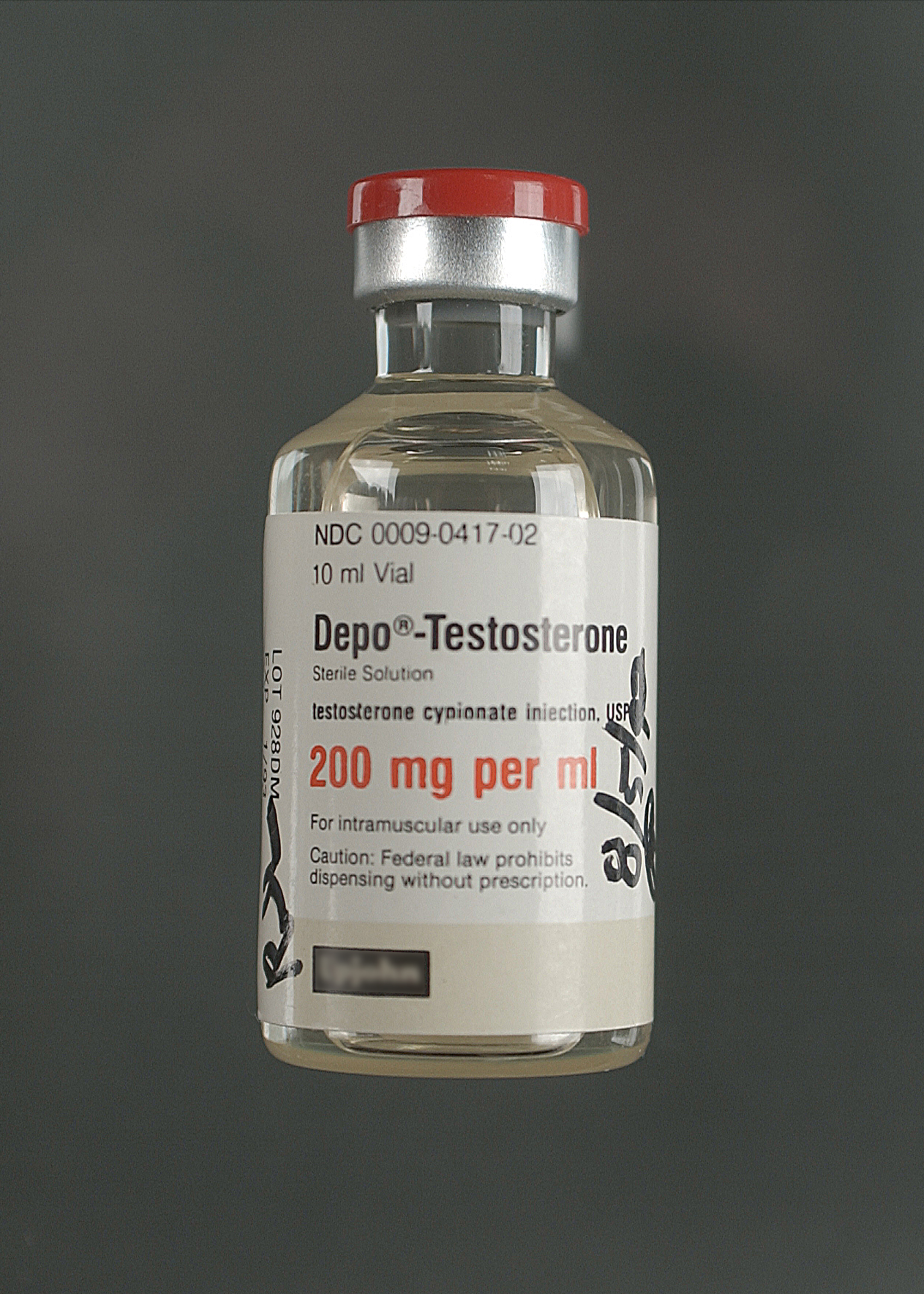
Un vial de cipionat de testosterona injectable

Existeixen tres formes comunes d'administració d'esteroides anabolitzants: píndoles orals, esteroides injectables i pegats.
L'administració oral és la via més pràctica. La testosterona administrada oralment és ràpidament absorbida, però es converteix, en gran manera, en metabòlits inactivats, i només un 1/6(aproximadament) està disponible en la seva forma activa. Amb l'objectiu de ser suficientment activa quan es pren de forma oral, els derivats de la testosterona són alcalinitzats en la posició 17, com ara la metiltestosterona i la fluoximesterona. Aquesta modificació redueix l'habilitat del fetge per trencar i eliminar aquests compostos abans que arribin al sistema circulatori.
La testosterona pot ser administrada de forma parenteral (és a dir, a través d'una via alternativa a la digestiva: intramuscular, subcutània, intravenosa, intraespinal, intraarticular, etc.) però presenta un temps d'absorció més prolongat i més irregular, així com una millor activitat en les formes èster de propionat, enantat, undecanoat o cipionat. Aquests derivats són hidrolitzats per tal que la testosterona sigui alliberada en el lloc d'injecció. Els esteroides injectables són típicament administrats al múscul, no a la vena, per evitar canvis imprevistos en la quantitat de fàrmac al torrent sanguini.
Els pegats transdèrmics (pegats adhesius col·locats a la pell) poden ser utilitzats per proporcionar una dosi constant a través de la pell i la circulació sanguínia. Per altra banda, la injecció és el mètode més utilitzat en l'administració dels EAA entre individus amb finalitats no mèdiques.
Les rutes tradicionals d'administració no presenten efectes diferents quant a l'eficàcia del fàrmac. Diversos estudis assenyalen que les propietats anabòliques dels esteroides anabolitzants són relativament similars malgrat les diferències farmacocinètiques, com ara el metabolisme de primer pas. Tot i així, les dosis elevades dels EAA orals poden causar danys al fetge.

### Mecanismes d'acció

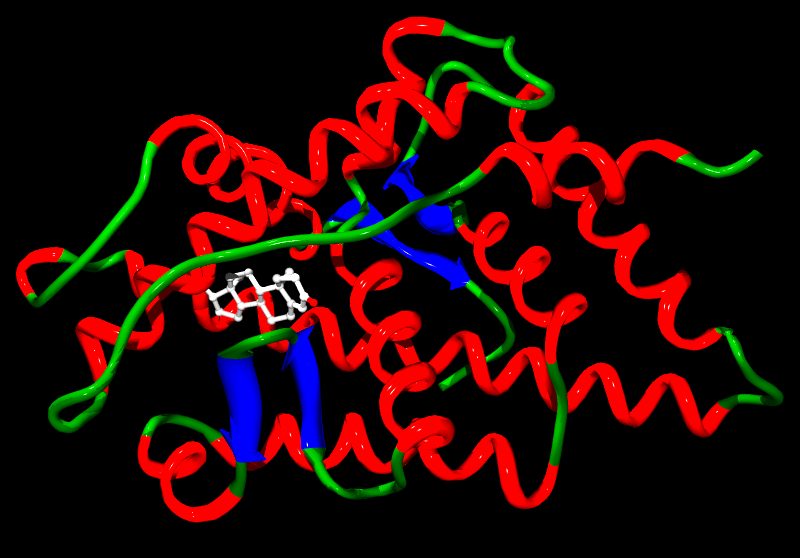
Receptor d'andrògens humà unit a la testosterona La proteïna es mostra com un diagrama de cintes en vermell, verd i blau, amb l'esteroide de color blanc.

La farmacodinàmica dels esteroides anabolitzants no és com la de les hormones peptídiques. Les hormones peptídiques hidrosolubles no poden penetrar la membrana lipídica cel·lular i només afecten indirectament el nucli de la cèl·lula diana a través d'interaccions amb els receptors de la superfície d'aquesta.
Els esteroides anabolitzants, en canvi, com a hormones liposolubles, són permeables a la membrana i influencien el nucli cel·lular directament. L'acció farmacodinàmica dels EAA comença quan l'hormona exògena s'endinsa en la membrana de la cèl·lula diana i s'uneix a un receptor d'andrògens localitzat al citoplasma d'aquesta. A partir d'aquí, el compost hormona-receptor es difon a l'interior del nucli, alterant-ne l'expressió gènica o activant-ne els processos que envien senyals a altres parts de la cèl·lula. Els diferents tipus d'esteroides anabolitzants s'uneixen als receptors d'andrògens amb diferents afinitats, depenent de la seva estructura química. Alguns d'aquests, com ara la metandrostenolona, s'uneixen feblement a aquest receptor in vitro, però segueixen exhibint els efectes androgènics in vivo. La raó d'aquesta discrepància és encara desconeguda.
Els EAA actuen sobre la massa muscular com a mínim per dues vies: primerament, incrementen la producció de proteïnes i, en segon lloc, redueixen el temps de recuperació bloquejant els efectes de l'hormona cortisol al teixit muscular. D'aquesta manera, el catabolisme del múscul és altament reduït. S'ha plantejat una hipòtesi segons la qual aquesta reducció de la destrucció muscular podria ser deguda a l'acció inhibitòria dels anabolitzants sobre altres hormones esteroides anomenades glucocorticoides, que estimulen la destrucció muscular. Els esteroides anabolitzants també afecten el nombre de cèl·lules destinades a esdevenir cèl·lules d'emmagatzematge lipídic, afavorint així la diferenciació cel·lular de cèl·lules musculars en detriment de les primeres. Els EAA poden produir disminucions en el teixit adipós, ja que n'incrementen la taxa basal metabòlica (BMR). De fet, l'increment muscular comporta un augment d'aquest taxa.

### Efectes anabòlics i androgènics
Tal com el mateix nom indica, els esteroides anabolitzants androgènics presenten dos efectes diferents superposats: efecte anabòlic, és a dir, que promou l'anabolisme (creixement cel·lular), i androgènic (o masculinitzant), que afecta el desenvolupament i manteniment dels caràcters masculins.
Alguns exemples dels efectes anabòlics d'aquestes hormones són l'increment de la síntesi de proteïnes, de l'apetit, del creixement i remodelació dels ossos i l'estimulació de la medul·la òssia, la qual permet incrementar la producció d'eritròcits.
Mitjançant diversos mecanismes, els anabolitzants estimulen la formació de cèl·lules musculars i, per tant, provoquen un increment del volum del múscul esquelètic, fet que també comporta augment de la força muscular.
Els efectes androgènics derivats dels EAA són nombrosos. Els processos afectats inclouen el creixement propi de la pubertat, la producció de greixos per part de les glàndules sebàcies i aspectes de la sexualitat (especialment en el desenvolupament fetal). Alguns exemples d'aquests efectes masculinitzants són el creixement del clítoris en individus de sexe femení i del penis en infants de sexe masculí (en adults el penis no experimenta cap creixement encara que siguin exposats a altes dosis d'andrògens). Altres exemples són l'increment del pèl andrògenic-sensitiu (púbic, barba, pit i el de les extremitats), l'engruiximent de les cordes vocals associada a veus més greus, l'augment de la libido o desig sexual, la supressió de les hormones sexuals naturals i una producció deficient d'esperma.
La proporció androgènica: anabòlica d'un EAA és un factor important quant a les aplicacions clíniques del fàrmac. Les substàncies amb una alta proporció d'efectes androgènics respecte als anabòlics són utilitzades en tractaments de reemplaçament d'andrògens (per exemple, en el tractament d'hipogonadisme masculí). Substàncies amb una reduïda taxa androgènica respecte a l'anabòlica són adequades per al tractament de l'anèmia i l'osteoporosi, com també per revertir la pèrdua de proteïnes després d'un cop, cirurgia o per la immobilització prolongada. Aquesta proporció androgènica-anabòlica es determina per mitjà d'estudis en animals i alguns compostos es comercialitzaren en el passat pel fet que feien propaganda d'una alta activitat anabòlica amb efectes androgènics mínims. Aquesta dissociació anabòlica-androgènica, però, és menys accentuada en humans, en els quals tots els esteroides anabolitzants tenen efectes androgènics significatius.
Un protocol més emprat per a la determinació de la taxa androgènica-anabòlica datada als anys 50 utilitza els pesos relatius de la pròstata ventral (VP) i del múscul elevador de l'anus (LA) en rates mascle. El pes de la VP és un indicador de l'efecte androgènic, mentre que el de LA és un indicador de l'efecte anabòlic. El procediment és el següent: dos o més grups de rates són castrats i se'ls administren els EAA d'interès. La proporció LA/VP per a un EAA es calcula com la proporció de LA/ VP respecte al guany de pes produït pel tractament amb aquest compost. S'utilitzen rates castrades però sense l'administració d'EAA com a grup control: (LAcastrats i tractament – LAc)/(VPc,t–VPc). Aquesta relació obtinguda experimentalment no és unitària en el cas de la testosterona, que típicament presenta proporcions d'entre 0,3-0,4, i és emprada com a base de comparació amb altres EAA, els quals presenten proporcions androgèniques-anabòliques graduades conegudes (tal com mostra la taula superior). A principis del segle XXI aquest procediment fou estandarditzat i generalitzat per l'OECD. Actualment és conegut com l'assaig de Hershberger.

#### Composició del cos i augment de la força
Un estudi que comportà més de tres dècades d'experimentació en humans va concloure que el pes podia incrementar-se de 2 a 5 kg com a resultat de l'administració d'anabolitzants durant curts períodes (períodes inferiors a 10 setmanes). Aquest increment és atribuït, principalment, a l'augment de la massa muscular. Estudis en animals també demostraren una disminució del teixit adipós, però en la majoria d'estudis amb humans no s'han pogut evidenciar davallades significatives d'aquest fet. S'ha demostrat que els efectes en el teixit magre del cos depenen de la dosi administrada. Entre aquests efectes s'hi inclouen la hipertròfia muscular i la formació de noves fibres. Per altra banda, la hidratació del teixit magre s'ha vist afectada per l'ús dels EAA.
La regió superior del cos (tòrax, coll, espatlles i la part superior dels braços) solen ser més susceptibles als EAA que les altres regions a causa d'una major presència de receptors androgènics. La diferència més important pel que fa a la mida de les fibres musculars entre els usuaris d'esteroides i els no-usuaris s'ha observat en les fibres de tipus I del vastus lateralis i en els trapezis, com a resultat de l'autoadministració d'esteroides durant llargs períodes. Després de la retirada dels EAA, els efectes d'aquests desapareixen lentament, però poden persistir encara entre sis i dotze setmanes.

En el mateix estudi s'observà un augment de la força en un rang d'entre el 5-20% de la força basal, fet que depèn en gran manera del fàrmac, la dosi i el període d'administració. En general, l'exercici en el qual s'observaren millores més importants va ser en el pres de banca o força en banc (un exercici amb peses que treballa la zona superior del cos). És sorprenent saber que durant gairebé dues dècades s'assumí que els EAA només exercien efectes significatius en atletes experimentats en modalitats de força, idea fonamentada en els estudis de Hervey i els seus col·laboradors. L'any 1996, però, es va publicar un estudi clínic aleatori a la New England Journal of Medicine que demostrà que l'administració de 600mg/setmana d'enantat de testosterona en principiants, juntament amb un entrenament específic de la força durant deu setmanes, contribuïa a la millora de la força en un grau major que si es portés a terme l'exercici sense prendre el fàrmac. El mateix estudi demostrà que la dosi fou suficient per millorar significativament la massa muscular en comparació amb el placebo, fins i tot en subjectes que no havien fet mai exercici. L'any 2001 un estudi del mateix autor mostrà que els efectes anabòlics de l'enantat de testosterona eren altament dependents de la dosi administrada.

## Efectes adversos
Els esteroides anabolitzants són responsables de diversos efectes perjudicials per a l'organisme. La major part d'aquests efectes són dependents de la dosi, i entre els més comuns, destaquen l'augment de la pressió sanguínia (especialment en aquelles persones amb una hipertensió prèvia), i canvis perillosos en els nivells de colesterol: alguns esteroides produeixen un increment del colesterol LDL i una davallada del colesterol HDL. S'ha demostrat que els EAA són capaços d'alterar la glucèmia en dejú i les proves de tolerància a la glucosa. A més, alguns EAA, com ara la testosterona, també incrementen el risc de patir una malaltia cardiovascular o de les artèries coronàries. L'acne també és força habitual entre els usuaris d'esteroides anabolitzants, sobretot a causa de l'estimulació de les glàndules sebàcies amb nivells de testosterona elevats. Cal afegir que la conversió de la testosterona a dihidrotestosterona (DHT) pot accelerar la calvície prematura dels homes genèticament predisposats a patir-ne, i és que la testosterona per si mateixa pot arribar a causar calvície fins i tot en dones.
Més perjudicis demostrats són els danys al fetge ocasionats per altes dosis d'esteroides anabolitzants orals, ja que aquests són metabolitzats (17 α-alquilat) al sistema digestiu per tal d'incrementar-ne la biodisponibilitat i estabilitat.
Aquests fàrmacs també tenen efectes específics segons el sexe del consumidor. El desenvolupament del teixit pectoral en homes, una malaltia anomenada ginecomàstia (causada generalment per elevats nivells d'estradiol en sang), pot presentar-se degut a la conversió de la testosterona a estradiol per l'enzim aromatasa. En usuaris masculins també es pot produir una reducció de la funcionalitat sexual, fet que provoca problemes d'infertilitat temporal. Un altre efecte específic en homes és l'atròfia testicular causada per la supressió de la testosterona natural, fet que inhibeix la producció d'esperma (la major part de la massa dels testicles està dedicada a la producció d'aquest). Aquest efecte és temporal i els testicles recuperen la seva mida habitual poques setmanes després de la suspensió de l'ús dels EAA, així com la producció normal d'esperma. Els efectes específics en dones inclouen l'increment del pèl corporal, la transformació de la veu (que es torna més greu), el creixement del clítoris, i una disminució temporal dels cicles menstruals. Quan es prenen durant l'embaràs, els EAA, poden afectar el desenvolupament del fetus i provocar la manifestació de caràcters masculins en fetus femenins i viceversa.
Entre els adolescents usuaris d'anabolitzants els efectes secundaris són múltiples i molt variats. Per posar un exemple, els esteroides poden aturar prematurament el creixement ossi (fusió prematura de l'epífisi a causa de l'increment dels nivells de metabòlits de l'estrògen), fet que es tradueix en un retard en el creixement.
Altres efectes no limitats a adolescents són l'acceleració de la maduració de l'os, l'increment de la freqüència i duració de les ereccions i un desenvolupament sexual prematur. En general afirmaríem, doncs, que l'ús d'anabolitzants durant l'adolescència està relacionat amb una salut pobra.
Més efectes relacionats amb la utilització d'aquests fàrmacs poden ser alteracions de l'estructura del cor, com ara l'engrandiment i engruiximent del ventricle esquerre, que en perjudica la contracció i relaxació.
Efectes possibles d'aquestes alteracions cardíaques són la hipertensió arterial, arrítmies cardíaques, insuficiència cardíaca i morts sobtades. Aquests efectes perjudicials s'han pogut observar en atletes no consumidors d'esteroides, però la freqüència d'aquests es pot veure incrementada per l'ús d'anabolitzants. No obstant això, tant la connexió entre els canvis en l'estructura del ventricle esquerre com la disminució de la funcionalitat cardíaca amb l'ús dels EAA, són encara discutibles.

### Efectes psiquiàtrics
Un estudi del 2005 publicat per la revista CNS Drugs va determinar que l'abús dels esteroides s'associa a símptomes psiquiàtrics significatius que inclouen agressivitat, violència, obsessió, i menys freqüentment, psicosi i suïcidi. Un ús abusiu d'esteroides durant llargs períodes provoca el desenvolupament de símptomes de dependència i abstinència a conseqüència de la retirada discontínua dels anabolitzants.] Altes concentracions d'EAA, comparables a les que probablement són sostingudes per molts usuaris amb objectius no terapèutics, tenen efectes apoptòtics sobre les neurones, i poden arribar a produir efectes irreversibles de toxicitat neuropsiquiàtrica. La utilització no terapèutica dels EAA sembla associada a un rang d'efectes psiquiàtrics potencialment prolongats, que inclouen símptomes de dependència, trastorns de l'estat d'ànim, i l'abusiu en el consum d'altres substàncies. Tot i això, la prevalença i la severitat d'aquests efectes és encara força incompresa. No hi ha proves d'una dependència generada per l'ús terapèutic dels anabolitzants en el tractament de trastorns clínics, però sí que s'ha observat un desenvolupament de dependència entre els practicants d'halterofília i culturisme que solen prendre dosis suprafisiològiques. Els trastorns dels estats d'ànim (com ara la depressió o la psicosi) depenen de la dosi i del fàrmac, i una vegada se n'ha suspès l'administració, només es manifesten en un nombre molt reduït de pacients.
Avui dia no existeixen estudis a gran escala sobre els efectes psiquiàtrics dels esteroides anabolitzants a llarg termini. L'any 2003 s'inicià el primer estudi en deu pacients, dels quals només set van acabar l'experimentació. Es detectà una alta incidència en els canvis d'estat d'ànim i en l'abús de diferents substàncies. Malgrat això, foren pocs els canvis rellevants tant en paràmetres fisiològics com pel que fa a les mesures avaluades al laboratori durant el transcurs de l'estudi, i aquests canvis no es pogueren relacionar clarament amb l'ús anabolitzants. Més tard, un altre estudi de tretze mesos de durada, publicat l'any 2006, en el qual s'involucraren 320 culturistes, suggerí un ampli rang d'efectes secundaris psiquiàtrics induïts per la utilització d'anabolitzants. Els efectes secundaris estaven correlacionats amb la severitat de l'abús.

#### Agressivitat i hipomania
A mitjan anys 80 del segle xx, la premsa començà a parlar de "roid rage" (fúria dels esteroides), un dels efectes secundaris derivats de l'ús d'esteroides.
Una publicació del 2005 va determinar que alguns estudis aleatoris amb grups control havien conclòs que l'ús d'esteroides anabolitzants estava correlacionat amb fenòmens d'hipomania (estat afectiu caracteritzat per la hiperactivitat i irritabilitat) i d'increment de l'agressivitat. Malgrat això, les observacions que intentaren determinar si eren els EAA els desencadenants del comportament violent van fracassar, principalment per la manca de participació d'usuaris dels EAA. Un altre estudi, aquest de l'any 2008, amb una mostra representativa d'homes joves adults dels Estats Units demostrà una associació entre l'ús d'esteroides anabolitzants androgènics durant la vida i el fet d'estar involucrat en actes violents: en comparació amb individus que no havien pres esteroides, els usuaris dels EAA de l'estudi presentaven una major implicació en actes violents encara que es consideressin aspectes clau de les variables demogràfiques (com els comportaments violents anteriors o l'ús d'altres drogues). Un estudi de l'any 1996 examinà els estudis disponibles fins a aquell moment i també va concloure que aquests havien demostrat una connexió entre l'agressivitat i l'ús d'esteroides. Tot i això, l'estudi assenyalà que entre més d'un milió d'usuaris americans, només un percentatge extremadament petit d'aquests manifestaven trastorns mentals suficientment greus per ser diagnosticats com a casos clínics o susceptibles d'un tractament.
Aquell mateix any, un assaig clínic aleatori controlat, que involucrà 43 homes, no aconseguí evidenciar un augment en la incidència del comportament violent durant les 10 setmanes en què es va administrar enantat de testosterona a una dosi de 600mg/setmana. Aquest estudi, però, descartà els subjectes amb antecedents psiquiàtrics o que havien abusat prèviament dels esteroides. Un assaig dirigit l'any 2000, que utilitzà cipionat de testosterona en una dosi de 600mg/setmana, determinà que aquest tractament augmentava significativament les puntuacions maníaques segons la Young Mania Rating Scales(YMRS), així com les respostes agressives en altres escales diferents. La resposta al fàrmac fou altament variable, no obstant això, el 84% dels subjectes presentaren efectes psiquiàtrics mínims, el 12% van esdevenir moderadament hipomaníacs, i el 4% (2 subjectes) van tornar-se notablement hipomaníacs. El mecanisme d'aquestes reaccions variables no va poder ser explicat per mesures demogràfiques, psicològiques, fisiòlogiques o a nivell de laboratori.
Un estudi de l'any 2006 amb dues parelles de bessons idèntics, en què un dels bessons prenia esteroides anabolitzants i l'altre no, va determinar que en ambdós casos els que en prenien mostraven alts nivells d'agressivitat, hostilitat, ansietat i paranoia; comportament totalment absent en els bessons "control". Un estudi a petita escala amb deu pacients que prenien EAA va detectar que els trastorns de personalitat sovint eren confosos per factors d'agressivitat.

##### Depressió i suïcidi
La relació entre l'ús dels EAA i la depressió no és conclusiva. Hi ha hagut informes anecdòtics de depressió i suïcidi entre usuaris adolescents, però sense proves d'una relació causa-efecte. Una publicació de 1992 va concloure que els esteroides anabolitzants tant podien alleugerir com provocar una depressió. Tanmateix, la retirada o la disminució en l'ús dels EAA pot implicar actituds depressives. Caldran, però, més estudis per contrastar aquests resultats.

##### Potencial addictiu
En un estudi fet en animals, les rates mascle desenvoluparen una preferència condicionada pel que fa a la injecció de testosterona al nucleus accumbens (un grup de neurones de l'encèfal). Aquesta "preferència" és susceptible de ser bloquejada pels antagònics de la dopamina, fet que suggereix que el poder addictiu dels andrògens és mediat pel cervell. A més a més, sembla que la testosterona actuï a través del sistema de dopamina mesolímbica, un substrat comú entre les drogues d'abús. Tot i això, l'addicció generada pels EAA no és comparable a l'addicció produïda pel consum de substàncies com la cocaïna, la nicotina o l'heroïna. El poder addictiu de la testosterona és similar, en canvi, al d'altres substàncies com la cafeïna o la benzodiazepina. En definitiva, el potencial addictiu dels andrògens roman indeterminat.

## Usos mèdics i ergogènics

### Usos mèdics

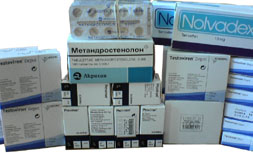
Diversos anabolitzants i compostos relacionats

Des del descobriment i síntesi de la testosterona l'any 1930, els esteroides anabolitzants han estat utilitzats pels metges amb finalitats molt diverses i amb resultats diferents:
- Estimulació de la medul·la òssia: durant dècades, els esteroides anabolitzants foren la via principal per al tractament de les anèmies hipoplàstiques degudes a leucèmia o a insuficiències renals, especialment en l'anèmia aplàstica.[76] Actualment, els anabolitzants han estat substituïts per hormones proteiques sintètiques (com ara l'epoetina alfa) que estimulen el creixement dels precursors de les cèl·lules sanguínies de manera selectiva.
- Estimulació del creixement: els EAA poden ser utilitzats pels endocrinòlegs pediàtrics per tractar el creixement insuficient d'alguns infants.[77] No obstant això, la disponibilitat d'hormona del creixement sintètica, que té menys efectes secundaris, fa d'aquest tractament una opció secundària.
- Estimulació de l'apetit i preservació i increment de la massa muscular: els EAA han estat subministrats a persones amb caquèxia, com ara els pacients de càncer o SIDA.[78][79]
- Inducció de la pubertat masculina: els andrògens són subministrats a molts nois que pateixen un endarreriment extrem de la pubertat. La testosterona és a hores d'ara l'únic androgen utilitzat amb aquest propòsit, i s'ha observat que incrementa l'alçada, el pes i la quantitat de massa lliure de greix en nois amb un endarreriment de la pubertat.[80]
- Freqüentment s'ha utilitzat l'enantat de testosterona com a contraceptiu masculí, i es creu que en un futur no gaire llunyà podria ser utilitzat com a contraceptiu masculí reversible, segur, i amb un alt nivell de confiança.[49][81]
- En diversos estudis s'ha observat que aquests fàrmacs incrementen la massa corporal magre i prevenen la pèrdua d'os en la gent gran.[82][83][84] Malgrat això, l'any 2006 un assaig clínic placebo-control, que avaluava l'efecte d'un suplement amb dosis baixes de testosterona en homes ancians, no va trobar cap benefici en l'organisme pel que fa a la sensibilitat per a la insulina, la composició corporal, aspectes físics o la qualitat de vida.[85]
- S'han utilitzat en teràpies de reemplaçament hormonal en homes amb baixos nivells de testosterona i també se n'ha demostrat l'efectivitat en tractaments d'augment de libido en homes d'edats avançades.[86][87][88][89]
- S'han utilitzat en el tractament de trastorns d'identitat sexual, ja que són capaços de generar caràcters sexuals masculins secundaris: canvis en la veu, augment de la massa òssia i muscular, creixement del pèl facial, augment dels nivells de cèl·lules vermelles i allargament del clítoris en pacients que se sotmeten a operacions de canvis de gènere, de dona a home.[90]

### Ús ergogènic i abús

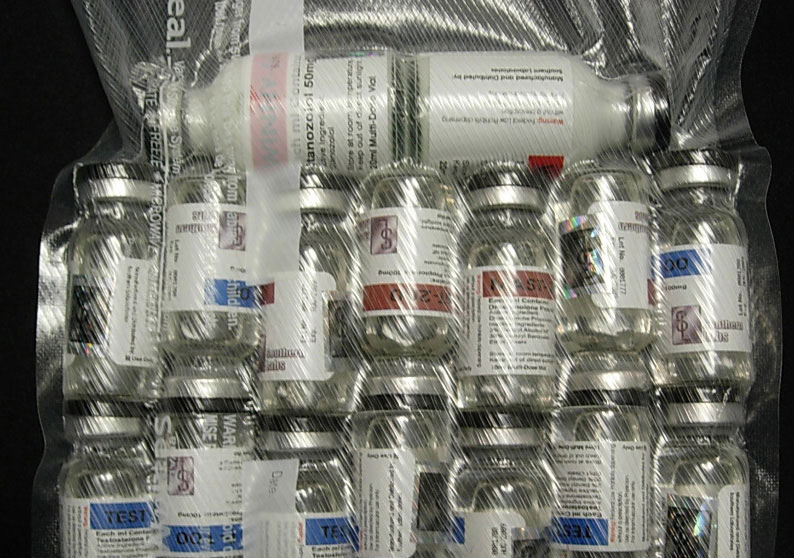
Nombrosos vials d'esteroides anabolitzants injectables

Es creu que aproximadament entre un i tres milions d'americans (un 1% de la població) han utilitzat EAA de forma abusiva.
 Estudis fets als Estats Units d'Amèrica mostren que els usuaris d'esteroides anabolitzants tendeixen a ser homes heterosexuals, de classe mitjana, en edats pròximes als 25 anys. Majoritàriament són culturistes i atletes fora de l'àmbit competitiu que utilitzen els fàrmacs amb un objectiu cosmètic. Un altre estudi observa que l'ús no clínic dels EAA per part dels estudiants universitaris és d'una incidència igual o menor a l'1%. D'acord amb sondejos recents, el 78'4% dels usuaris d'esteroides són culturistes fora de l'àmbit de competició i gairebé el 13% afirmen que s'injecten dosis amb pràctiques poc segures (compartint xeringues o reutilitzant-les), tot i això, noves aportacions d'un estudi del 2007 assenyalen que compartir xeringues és una pràctica molt poc habitual, amb percentatges inferiors a l'1%. Més estudis del mateix any evidencien que un 74% dels usuaris sense prescripció mèdica són graduats en títols superiors: s'observa, doncs, un fracàs escolar inferior al de la mitjana de la població entre els usuaris d'esteroides. Aquest mateix estudi defensa que els individus que fan ús dels anabolitzants amb objectius no mèdics presenten una taxa d'ocupació superior i obtenen salaris més elevats que la resta de la població en general. Aquests subjectes també tendeixen a investigar els fàrmacs que s'autoadministen de manera més acurada que els individus consumidors d'altres substàncies controlades. Cal esmentar, però, que la majoria de fonts consultades en la recerca prèvia a l'administració d'un fàrmac solen ser els amics, els manuals no clínics, fòrums d'Internet, blogs i revistes de fitness, les quals poden proporcionar informació qüestionable o no suficientment acurada.
Els usuaris dels EEA tendeixen a mostrar-se decebuts davant la interpretació dels anabolitzants com a substàncies mortals en els mitjans de comunicació i en la política. D'acord amb un estudi, els usuaris dels EAA també desconfien dels seus metges. Una dada significativa d'aquest mateix estudi és que el 56% dels pacients no havia informat el seu metge d'haver pres aquestes substàncies. Un altre estudi del 2007 va obtenir resultats similars: un 66% dels usuaris amb finalitats no mèdiques volia una supervisió medica sobre l'ús dels esteroides, mentre que un 58% no confiava en els seus metges, un 92% creia que la comunitat mèdica no tenia coneixements sobre l'ús dels anabolitzants en l'àmbit no mèdic, i el 99% opinava que la població tenia una visió exagerada sobre els efectes secundaris de l'ús d'anabolitzants. Un estudi recent també ha mostrat que els usuaris dels EAA a llarg termini eren més susceptibles a presentar símptomes de dismòrfia muscular juntament amb una forta aprovació dels papers masculins convencionals.
Els esteroides anabolitzants han estat utilitzats tant per homes com per dones en diversos esports professionals per tal d'assolir un alt nivell competitiu o bé en la recuperació de lesions. Aquest grup d'esports inclou el culturisme, l'halterofília, el llançament de pes i altres esports de pista, ciclisme, beisbol, lluita lliure, arts marcials, boxa, futbol i criquet. El seu ús resta prohibit pel reglament dels organismes que regeixen els diferents esports respectivament. L'ús d'aquestes substàncies sol iniciar-se a l'adolescència, especialment entre aquells joves que participen en esports de competició. S'ha suggerit que la prevalença d'ús en els estudiants d'institut dels EUA podria ser superior al 2,7%. Els estudiants de sexe masculí utilitzen els EAA més freqüentment que les noies de la mateixa edat i, en proporció, aquells que practiquen esport els utilitzaven més sovint que els altres.

## Legislació i restriccions en l'esport
L'ús d'esteroides anabòlics està sancionat per la majoria d'organismes esportius, entre els quals s'hi inclouen el Comitè Olímpic Internacional, la Major League de beisbol, la lliga nacional de futbol, l'NBA, la lliga nacional d'hoquei, la World Wrestling Entertainment, la Ultimate Fighting Championship, ICC, ITF, FIFA, FINA, UEFA, l'associació atlètica europea i la federació de futbol brasilera.

### Condicions jurídiques
Les condicions jurídiques relacionades amb els EAA canvien en funció del país: malgrat que són substàncies il·lícites en la majoria de països, alguns en controlen l'ús i la prescripció de manera més estricta que d'altres. Als EUA, els esteroides figuren entre les substàncies controlades de tipus III, la qual cosa converteix la mera possessió d'aquestes substàncies sense prescripció mèdica en un crim federal penalitzat amb fins a més d'un any de presó. La distribució o possessió amb intenció de distribució il·legal està penalitzada amb penes de fins a deu anys de presó. A Canadà, els EAA i els seus derivats estan inclosos en l'acta de drogues i substàncies controlades, fet que en desautoritza l'obtenció i venda sense prescripció. Malgrat això, la possessió no és il·legal, ja que tan sols és penalitzada en substàncies incloses en les llistes de tipus I i II. A Canadà, la compravenda d'esteroides anabòlics pot comportar empresonaments de més de 18 mesos. La importació o exportació d'aquests fàrmacs també està penalitzada amb penes similars. Els EAA també són il·legals a Austràlia, Argentina, Brasil i Portugal, mentre que al Regne Unit estan classificats com a substàncies de classe C (drogues controlades). Per altra banda, en determinats països com Mèxic o Tailàndia, l'obtenció d'esteroides sense prescripció és relativament senzilla.

#### Estats Units d'Amèrica

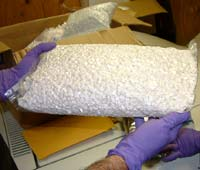
Esteroides en pastilles interceptats per les autoritats americanes durant l'operació "raw deal", el setembre de 2007.

La història de la legislació americana pel que fa als esteroides es remunta a finals dels anys 80, quan el congrés dels Estats Units considerà la possibilitat d'afegir els esteroides en l'acta de substàncies controlades després de la controvertida victòria de Ben Johnson als Jocs Olímpics de Seul l'any 1988. Durant les deliberacions, l'Associació Mèdica Americana (AMA), la Drug Enforcement Administration (DEA), la Food and Drug Administration (FDA) i l'Institut Nacional en l'Abús de Drogues (NIDA) s'oposaren a la classificació dels esteroides com a substàncies controlades, al·legant el fet que l'ús d'aquestes hormones no genera una dependència física o psicològica, condició necessària per ser incloses en l'esmentada llista. Malgrat aquestes objeccions, els EAA foren inclosos en el llistat III de substàncies controlades el 1990.
Aquesta mateixa acta introduí controls més estrictes i amb penalitzacions jurídiques més importants per ofenses relacionades amb la distribució il·legal d'esteroides anabòlics i de l'hormona del creixement humà. A començaments de 1990, després que els EAA fossin il·legalitzats als EUA, diverses companyies farmacèutiques deixaren de manufacturar i vendre el producte. Entre aquestes companyies destaquen Ciba, Searle i Syntex. En l'acta de substàncies controlades, els EAA hi apareixen definits com a qualsevol droga o substància hormonal químicament o farmacològicament relacionada amb la testosterona (i altres com els estrògens, progesterona i corticoesteroides) que estimulen el creixement muscular. L'acta fou modificada el 2004, i s'hi afegiren les prohormones.

##### Moviment de discriminalització
Després d'ésser classificats com a substàncies controlades de tipus III per l'acta de control de 1990, sorgí un petit moviment fortament crític amb les lleis de l'època en relació amb els esteroides anabòlics. El 21 de juny de 2005, la Real Sports donà a conèixer una discussió sobre la legalitat i la prohibició dels EAA als Estats Units. El conflicte fou protagonitzat per Gary l. Wadler, M.D., el president de l'agència anti-dopatge americana i un gran detractor de la prohibició dels EAA. Quan es va veure pressionat per proves científiques relatives als efectes adversos derivats de l'ús d'esteroides aportats pel corresponsal Armen Keteyian, Wadler al·legà que no n'hi havia proves. Bryant Gumbel finalitzà la controvèrsia relacionada amb els perills associats als EAA en els mitjans amb la frase següent: "molt fum i poc foc". John Romano, un activista a favor dels esteroides, també s'involucrà en aquest conflicte amb l'article “The Romano Facto” en una columna de la revista culturista Muscular Developement.

#### Regne Unit
Al Regne Unit, els EAA foren classificats com a drogues de tipus C pel seu potencial abús il·legal, fet que els col·locà en la mateixa classe que les benzodiazepines. Concretament, els trobem classificats en la llista de tipus 4, dividida, al seu torn, en dos subgrups. El primer subgrup comprèn la majoria de benzodiazepines i el segon subgrup engloba els esteroides anabòlics androgènics. Les drogues d'aquesta llista 4 no estan sotmeses a cap control especial.

### Jurisdicció en l'esport
Els EAA estan prohibits per tots els organismes esportius superiors, entre els quals afegim la Fédération Internationale de Football Association, el Comitè Olímpic Internacional, la NBA, la lliga nacional d'hoquei(NHL), i també la lliga nacional de futbol entre d'altres. L'agència mundial d'antidopatge (WADA) manté una llista de substàncies destinades a la millora del rendiment físic que inclou tots els agents anabòlics: els EAA, els seus precursors, hormones i altres substàncies relacionades. A Espanya s'establí una llei i una agència nacional d'antidopatge, mentre que a Itàlia la legislació del 2000 penalitzà amb penes superiors a tres anys de presó els atletes que donaven positiu en proves detectores de substàncies il·lícites. El 2006, el president rus Vladimir Putin signà una ratificació legislativa del conveni d'antidopatge internacional, fet que podria encoratjar la cooperació amb la WADA. Molts altres països tenen legislacions similars quant als EAA, entre aquests Dinamarca, França, Països Baixos i Suècia.

### Detecció en l'ús
La mostra fisiològica humana més utilitzada en la detecció d'esteroides anabòlics és l'orina, tot i que també ho són la sang i els cabells. Els EAA, tant aquells d'origen exogen com els endògens, estan subjectes a una biotransferència hepàtica extensiva per mitjà de diverses vies enzimàtiques. Els metabòlits procedents dels EAA en l'orina primària són detectables fins a 30 dies després de la seva administració. Les diferents drogues presenten rutes metabòliques característiques i els seus perfils d'excreció poden sobreposar-se amb els d'esteroides endògens, fet que converteix la interpretació dels resultats en un repte analític significatiu pel químic en qüestió. Els mètodes de detecció de substàncies o els productes de la seva excreció en l'orina solen incloure una cromatografia de masses i una espectrometria gasosa o líquida.

## Comerç il·legal

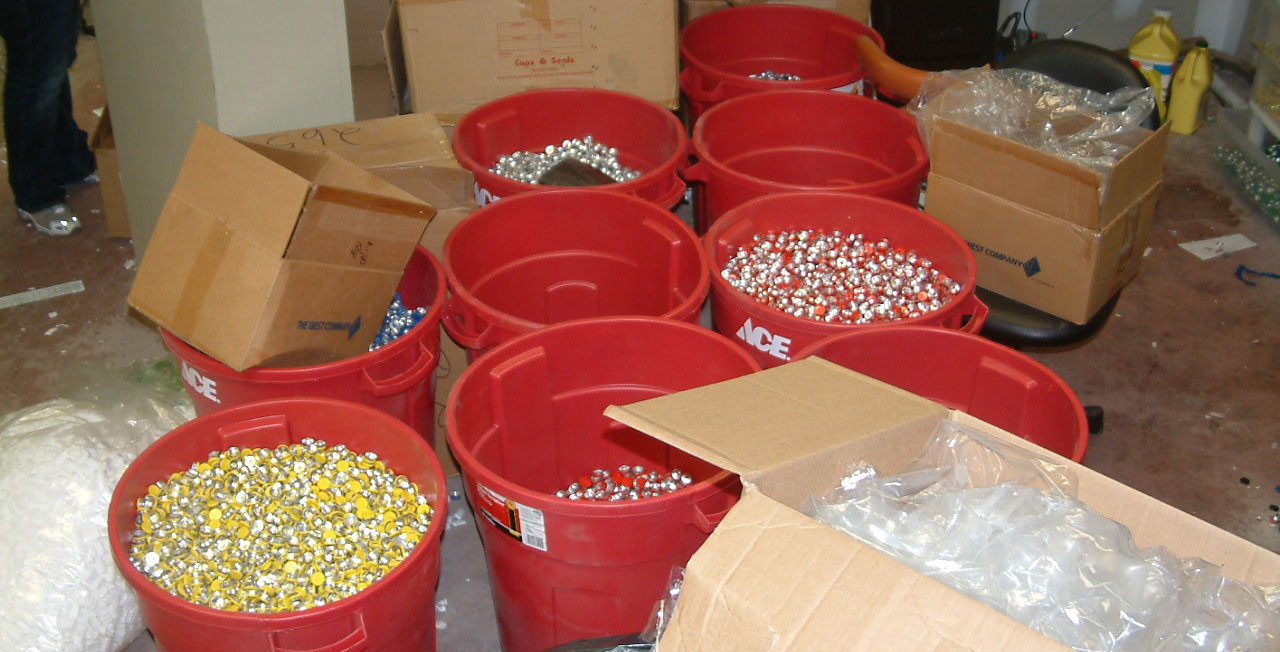
Diversos recipients amb desenes de milers d'esteroides anabòlics vials confiscats per la DEA durant l'operació Raw Deal el 2007.

Sovint la síntesi dels EEA es duu terme en laboratoris farmacèutics. En països amb una legislació estricta, però, també són produïts en petits laboratoris casolans soterrats, en els quals s'utilitzen matèries primeres importades de l'estranger. En aquests països la majoria dels EAA s'obtenen il·legalment en el mercat negre. Els fàrmacs en qüestió són sovint manufacturats a altres països i, per tant, han de passar les fronteres internacionals de contraban. De la mateixa manera que la majoria d'operacions de contraban, el crim organitzat s'hi veu freqüentment involucrat.
A finals del 2000 el comerç il·legal mundial d'esteroides augmentà significativament i les autoritats anunciaren captures rècord en tres continents. El 2006, les autoritats fineses confiscaren 11.8 milions d'hormones en pastilles. Un any després, la DEA(Drug Enforcement Administrationen) en confiscà 11.4 milions, la confiscació més gran dels Estats Units. Durant els tres primers mesos del 2008, Austràlia confiscà 300 enviaments.
Als EUA, Canadà i Europa, els EAA sovint es poden obtenir com qualsevol altra droga il·legal, és a dir, per mitjà de distribuïdors que n'obtenen per diverses fonts. Algunes vegades també són venuts il·legalment en gimnasos, competicions o per correu, però també per mitjà de farmacèutics, veterinaris i metges. A més a més, un nombre significatiu d'esteroides falsificats són venuts com a autèntics, sobretot en la compra per correu a través de pàgines web que simulen ser de farmàcies estrangeres. Pel que fa als EUA, la importació procedeix majoritàriament de Mèxic, Tailàndia i altres països en els quals l'obtenció d'esteroides és possible, ja que no estan regulats per les corresponents legislacions.